# Giovanni Battista Albani
Giovanni Battista Albani (falecido em 1588) foi um prelado católico romano que serviu como Patriarca de Alexandria (1586–1588).

## Biografia
No dia 24 de março de 1586, Giovanni Battista Albani foi nomeado Patriarca Titular de Alexandria durante o papado de Sisto V. A 30 de março de 1586, foi consagrado bispo por Giulio Antonio Santorio, cardeal-sacerdote de San Bartolomeo all'Isola, na Igreja de São Luís dos Franceses (Roma), com Filippo Mocenigo, arcebispo de Nicósia, e Giuseppe Donzelli, arcebispo de Sorrento, servindo como co-consagradores. Serviu como Patriarca titular de Alexandria até à sua morte em 1588.

## Sucessão episcopal
Enquanto Patriarca, foi o co-consagrador principal de:
- Antonio Migliori, (1586);
- Costanzo de Sarnano, (1587);
- Ferdinand de Rye, (1587);
- Fabio Biondi, (1588); e
- Owen Lewis, (1588).